# De re cibaria (1923)
Pour les articles homonymes, voir De re cibaria.

De re cibaria (« Des aliments ») est le premier livre de recettes et de pâtisserie de la cuisine minorquine. Il a été publié en 1923 par Pere Ballester. Ce livre est un recueil de recettes anonymes populaires et traditionnelles de l'île, mais celles-ci ne sont pas suffisamment détaillées pour qu'une personne étrangère à cette tradition gastronomique, et qui n'en possède pas les bases culinaires, puisse les reproduire sans problèmes.
Contrairement à ce qui se passe en Catalogne et dans le Pays valencien, qui disposent de livres de recettes depuis le Moyen Âge, comme le Llibre de Sent Soví, il n'existe à Minorque aucune référence écrite sur la gastronomie propre de l'île avant la fin du XIXe siècle, avec les notes, sans recettes, écrites par l'archiduc Ludwig Salvator en 1891.
Ces notes sont le seul témoignage écrit qui nous soit parvenu sur la cuisine de Minorque jusqu'à la publication du De re cibaria, qui est de ce fait considéré comme l'ouvrage de référence de la cuisine ancienne et traditionnelle de l'île.